# Мазоліно да Панікале

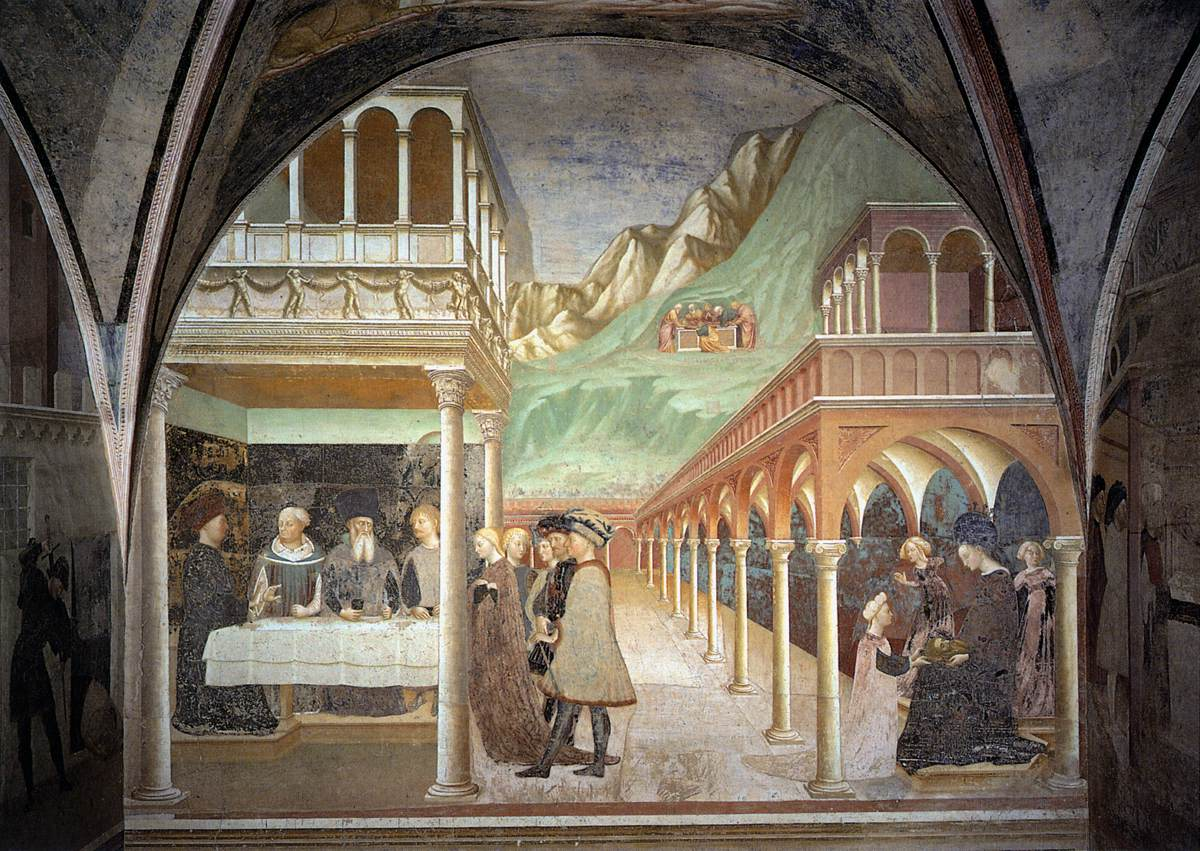
«Бенкет Ірода», бл. 1435, баптисерій, Кастільйоне-Олона

Мазолі́но да Паніка́ле (італ. Masolino da Panicale), справжнє ім'я Томма́зо ді Крісто́форо Фі́ні (італ. Tommaso di Cristoforo Fini; бл. 1383, Панікале — 1447, Флоренція) — італійський живописець.

## Біографія
Справжнє ім'я — Томмазо ді Крістофоро Фіні. Народився в Панікале. Традиційно художника відносять до флорентійської школи живопису, хоча він багато подорожував і навіть відвідав Угорщину.
Творчість Мазоліно тісно пов'язана з Мазаччо, який вважався його учнем: ця версія була спростована на тій підставі, що Мазоліно став членом Гільдії художників у 1423 році, тобто на рік пізніше, ніж Мазаччо. Попри те, що Мазоліно був значно старший, саме вплив живописної манери Мазаччо відіграв вирішальну роль у його формуванні як художника. Обидва живописці працювали разом над виконанням фресок у каплиці Бранкаччі у церкві Санта-Марія-дель-Карміне у Флоренції, при цьому не складно відрізнити їхні манери: стиль Мазоліно відрізняється більшою м'якістю. Після смерті Мазаччо живопис художника набув колишню декоративність.
Безперечним шедевром Мазоліно да Панікале вважається вишукана і лірична композиція «Хрещення Христа» (бл. 1435) в баптистерії в Кастільйоне-Олона (Варезе). Іншою значною роботою майстра є фрески, виконані ним для церкви св. Климента в Римі (1428—1430).
Помер у Флоренції до 1447 року.